# Sul e Sudoeste de Minas
Sul e Sudoeste de Minas is een van de twaalf mesoregio's van de Braziliaanse deelstaat Minas Gerais. Zij grenst aan de mesoregio's Zona da Mata, Campo das Vertentes, Oeste de Minas, Triângulo Mineiro e Alto Paranaíba, Ribeirão Preto (SP), Campinas (SP), Macro Metropolitana Paulista (SP), Vale do Paraíba Paulista (SP) en Sul Fluminense (RJ). De mesoregio heeft een oppervlakte van ca. 49.524 km². In 2006 werd het inwoneraantal geschat op 2.463.618.
Tien microregio's behoren tot deze mesoregio:
- Alfenas
- Andrelândia
- Itajubá
- Passos
- Poços de Caldas
- Pouso Alegre
- Santa Rita do Sapucaí
- São Lourenço
- São Sebastião do Paraíso
- Varginha

Mesoregio's: Campo das Vertentes · Central Mineira · Jequitinhonha · Metropolitana de Belo Horizonte · Noroeste de Minas · Norte de Minas · Oeste de Minas · Sul e Sudoeste de Minas · Triângulo Mineiro e Alto Paranaíba · Vale do Mucuri · Vale do Rio Doce · Zona da Mata

Microregio's: Aimorés · Alfenas · Almenara · Andrelândia · Araçuaí · Araxá · Barbacena · Belo Horizonte · Bocaiuva · Bom Despacho · Campo Belo · Capelinha · Caratinga · Cataguases · Conceição do Mato Dentro · Conselheiro Lafaiete · Curvelo · Diamantina · Divinópolis · Formiga · Frutal · Governador Valadares · Grão Mogol · Guanhães · Ipatinga · Itabira · Itaguara · Itajubá · Ituiutaba · Janaúba · Januária · Juiz de Fora · Lavras · Manhuaçu · Mantena · Montes Claros · Muriaé · Nanuque · Oliveira · Ouro Preto · Pará de Minas · Paracatu · Passos · Patos de Minas · Patrocínio · Peçanha · Pedra Azul · Pirapora · Piumhi · Poços de Caldas · Ponte Nova · Pouso Alegre · Salinas · Santa Rita do Sapucaí · São João del-Rei · São Lourenço · São Sebastião do Paraíso · Sete Lagoas · Teófilo Otoni · Três Marias · Ubá · Uberaba · Uberlândia · Unaí · Varginha · Viçosa